# Darko Suvin
Darko Suvin (Zagreb, 19. srpnja 1930.) akademik kanadske akademije, professor emeritus književnosti, teoretičar znanstvene fantastike

## Životopis
Suvin je rođen 1930. godine u Zagrebu u židovskoj obitelji Miroslava i Trude Šlesinger (kasnije promijenili prezime u Suvin zbog antisemitizma). Tijekom rata (1943. ili 1944.) bomba je eksplodirala 50-ak metara od njega, što je obzirom na njegove godine tada (13 ili 14 godina) imalo ključan utjecaj na njegovo razmišljanje o alternativnim povijestima i ultimativno njegov životni interes za znanstvenu fantastiku. Radio je na Filozofskom fakultetu Sveučilištu u Zagrebu, na katedri za komparativnu književnost od 1959. do 1967. godine. Preselio se u Kanadu, gdje je predavao dramsku književnost i ZF na sveučilištu McGill u Montrealu od 1968. godine. Doktorirao je u Zagrebu 1970. godine disertacijom "Dramatika Iva Vojnovića: (geneza i struktura)". Umirovljen je na sveučilištu McGill 1999. godine, po umirovljenju preselio se u Italiju.

## ZF rad
Darko Suvin vjerojatno je najpoznatiji svjetski teoretičar znanstvene fantastike, koju je definirao kao književnost spoznajnog očuđenja. Ključno mu je djelo knjiga "Metamorphoses of Science Fiction: On the Poetics and History of a Literary Genre", objavljeno 1979. godine. Osim što je predavao znanstvenu fantastiku i pisao o njoj, bio je suurednik znanstvenog časopisa Science-Fiction Studies od njegovog osnutka 1973. godine do 1981. godine. Na SFeraKonu 2009. godine dodijeljena mu je Nagrada SFERA za životno djelo.

## Djela

### Na hrvatskome
- Dva vida dramaturgije: eseji o teatralnoj viziji, Studentski centar Sveučilišta, Zagreb, 1964.
- Od Lukijana do Lunjika: povijesni pregled i antologija naučnofantastičke literature, Epoha, Zagreb, 1965.
- Uvod u Brechta, Školska knjiga, Zagreb, 1970.
- Armirana Arkadija (pjesme), Naprijed, Zagreb, 1990.
- Gdje smo? kuda idemo?: za političku epistemologiju spasa: eseji za orijentaciju i djelovanje u oskudnom vremenu, Hrvatsko filološko društvo, Zagreb, 2006., ISBN 953-164-092-0
- Metamorfoze znanstvene fantastike: o poetici i povijesti jednog književnog žanra, Profil multimedija, Zagreb, 2010., ISBN 978-953-319-128-7
- Preživjeti potop: fantasy, po-robljenje i granična spoznaja, Mentor, Zagreb, 2012., ISBN 978-953711384-1

### Na stranim jezicima
- Metamorphoses of Science Fiction: On the Poetics and History of a Literary Genre, New Haven & London, 1979.
- Victorian Science Fiction in the U. K.: The Discourses of Knowledge and of Power, Boston, 1983.
- Positions and Presuppositions in Science Fiction, London, 1988.